# 100 км по Поясу Слави (Одеса)
100 км по Поясу Слави (Одеса) — туристично-спортивний захід, приурочений до 10 квітня — дня визволення Одеси від румунсько-німецьких загарбників. Проводиться багато років на початку квітня по маршруту Поясу Слави: туристичний піший перехід «100 кілометрів за 24 години по Поясу Слави» (з 1974 р.) і велоралі «100 кілометрів за 10 годин по Поясу Слави» (з 1983 р.). Існує залік за сумою двох дистанцій протягом доби — «Залізна людина».
У 2020 році через пандемію COVID-19 змагання вперше були перенесені на 26/27 вересня 2020 року. З тієї ж причини змагання перенесені на вересень і 2021 року.
Змагання 2022 року скасовані через російське вторгнення в Україну.

## Траса
За час існування ультрамарафону траса декілька разів змінювалася. Перші два роки забіг включав елементи орієнтування, а учасники долали відстань більше 100 км. З 1976 року траса стала точнішою, а результати учасників покращились.
Багато років змагання починалося біля Григорівки, а фініш знаходився в Парку імені Шевченка. Пізніше старт був у Молодій Гвардії (звідки до цього стартували велосипедисти). З 2009 року забіг стартував з Двох стовбів, а з 2013 року — з Парку імені Шевченка. Фініш вже багато років на Меморіалі 411 батареї. У 2015 році, вперше, фініш бігу теж був у парку імені Шевченка. Велосипедисти стартували разом з бігунами, але в протилежному напрямку, і фінішували, як звичайно, на 411-й батареї. Дистанція була 105 км. Під час змагань був град і, вперше, сніг. Першою в абсолютному заліку, теж вперше, була жінка — Юлія Тарасова з Одеси.

## Залізна Людина
З початком вело-100 з'явилися і бажаючі подолати обидві сотні. У 1987 Одеський триатлон був оголошений як перший всесоюзний. За аналогією з залізною людиною (Ironman) того, хто подолав дві сотні (в суботу був біг 100 км, у неділю — після нічного відпочинку — вело 100 км) стали називати залізним. У 1988—1989 всім залізним вручали червону стрічку з написом «Залізна людина». Але офіційного заліку ще не було; стрічки давали за заявою учасника. Потанейко відродив «залізного» в новій формі: без нічної перерви. Закінчивши біг, він сідав на велосипед. До 2013 після фінішу вело-100 км стартували в бігу. У 2014 році біг відбувся 5-6 квітня, а велосипед 12 квітня (вперше з тижневим перервою). Формат залізної людини теж змінився. У 2020 році дистанція знову 100 км вело + 100 км біг.

## Переможці
|         | Дата         | Біг на 100 км                                                                    |                                                | Дата                                                             | Велоралі 100 км                                | «Залізна людина»                               |
| ------- | ------------ | -------------------------------------------------------------------------------- | ---------------------------------------------- | ---------------------------------------------------------------- | ---------------------------------------------- | ---------------------------------------------- |
| I       | 1974         | (Ч) 14:07 Володимир Мамчич (Одеса); Володимир Скороденок (Одеса)                 |                                                |                                                                  |                                                |                                                |
| I       | 1974         | (Ж) 19:04 Галина Стеценко (Одеса)                                                |                                                |                                                                  |                                                |                                                |
| II      | 1975         | (Ч) 14:34 Володимир Мамчич (Одеса)                                               |                                                |                                                                  |                                                |                                                |
| II      | 1975         | (Ж) 19:40 А. Гоппе (Одеса)                                                       |                                                |                                                                  |                                                |                                                |
| III     | 1976         | (Ч) 10:58 Володимир Мамчич (Одеса)                                               |                                                |                                                                  |                                                |                                                |
| III     | 1976         | (Ж) 14:07 Наталія Мариморич (Одеса)                                              |                                                |                                                                  |                                                |                                                |
| IV      | 1977         | (Ч) 9:05 Олександр Костенко (Іллічівськ)                                         |                                                |                                                                  |                                                |                                                |
| IV      | 1977         | (Ж) 13:00 Наталія Мариморич (Одеса)                                              |                                                |                                                                  |                                                |                                                |
| V       | 1978         | (Ч) 9:20 Олександр Костенко (Іллічівськ)                                         |                                                |                                                                  |                                                |                                                |
| V       | 1978         | (Ж) 16:10 А. Пилипенко (Одеса)                                                   |                                                |                                                                  |                                                |                                                |
| VI      | 1979         | (Ч)9:40 Олександр Костенко (Іллічівськ)                                          |                                                |                                                                  |                                                |                                                |
| VI      | 1979         | (Ж) Наталія Мариморич (Одеса) 12:37                                              |                                                |                                                                  |                                                |                                                |
| VII     | 1980         | (Ч) 8:01 В. Коваленко (Одеса), Н. Неситов (Одеса), Олександр Комісаренко (Тула)  |                                                |                                                                  |                                                |                                                |
| VII     | 1980         | (Ж) 12:36 Наталія Мариморич (Одеса)                                              |                                                |                                                                  |                                                |                                                |
| VIII    | 1981         | (Ч) 7:04 Віталій Ковель (Терскол)                                                |                                                |                                                                  |                                                |                                                |
| VIII    | 1981         | (Ж) 10:27 Наталія Мариморич (Одеса)                                              |                                                |                                                                  |                                                |                                                |
| IX      | 1982         | (Ч) 7:25 Віталій Ковель (Терскол)                                                |                                                |                                                                  |                                                |                                                |
| IX      | 1982         | (Ж) 10:17 Галина Обросова (Кишинів)                                              |                                                |                                                                  |                                                |                                                |
| X       | 1983         | (Ч) 6:26 Віталій Ковель (Терскол)                                                | I                                              |                                                                  |                                                |                                                |
| X       | 1983         | (Ж) 10:02 Галина Обросова (Кишинів)                                              | I                                              |                                                                  |                                                |                                                |
| XI      | 1984         | (Ч) 6:14.12 (неофіційний WR*) Віталій Ковель (Терскол)                           | II                                             |                                                                  |                                                |                                                |
| XI      | 1984         | (Ж) 10:12 Галина Обросова (Кишинів)                                              | II                                             |                                                                  |                                                |                                                |
| XII     | 1985         | (Ч) 7:01 Віталій Ковель (Терскол)                                                | III                                            |                                                                  |                                                |                                                |
| XII     | 1985         | (Ж) 10:24 Наталія Мариморич (Одеса)                                              | III                                            |                                                                  |                                                |                                                |
| XIII    | 1986         | (Ч) 6:56 Віталій Ковель (Терскол)                                                | IV                                             |                                                                  |                                                |                                                |
| XIII    | 1986         | (Ж) 9:33 Ганна Дік (Красноуральськ)                                              | IV                                             |                                                                  |                                                |                                                |
| XIV     | 1987         | (Ч) 6:34.02 Маркку Ярнбек (Оулу)                                                 | V                                              |                                                                  |                                                |                                                |
| XIV     | 1987         | (Ж) 8:45 О. Тарасова (Краснотур'їнськ)                                           | V                                              |                                                                  |                                                |                                                |
| XV      | 1988         | (Ч) 7:35 Валерій Клементьєв (Ленінград)                                          | VI                                             |                                                                  |                                                |                                                |
| XV      | 1988         | (Ж) 9:48 Любов Улахович (Оренбург)                                               | VI                                             |                                                                  |                                                |                                                |
| XVI     | 1989         | (Ч) 7:12 Сергій Копилов (Стрижи)                                                 | VII                                            |                                                                  |                                                |                                                |
| XVI     | 1989         | (Ж) 9:02 Марія Островська (Львів)                                                | VII                                            |                                                                  |                                                |                                                |
| XVII    | 1990         | (Ч) 7:41 Г. Шайгузов (Одеса)                                                     | VIII                                           |                                                                  |                                                |                                                |
| XVII    | 1990         | (Ж) 8:31 Тетяна Хомич (Брест)                                                    | VIII                                           |                                                                  |                                                |                                                |
| XVIII   | 1991         | (Ч) 7:50 Анатолій Потанейко (Анадир)                                             | IX                                             |                                                                  |                                                |                                                |
| XVIII   | 1991         | (Ж) 10:48 Е. Стукова (Харків)                                                    | IX                                             |                                                                  |                                                |                                                |
| XIX     | 1992         | (Ч) 8:06 В. Циганенко (Горлівка)                                                 | X                                              |                                                                  |                                                |                                                |
| XIX     | 1992         | (Ж) 11:58 Т. Саврадим (Херсон)                                                   | X                                              |                                                                  |                                                |                                                |
| XX      | 1993         | (Ч) 8:31 С. Богданов (Дніпропетровськ)                                           | XI                                             |                                                                  |                                                |                                                |
| XX      | 1993         | (Ж) 12:46 Н. Ульянова (Одеса)                                                    | XI                                             |                                                                  |                                                |                                                |
| XXI     | 1994         | (Ч) 8:35 Віктор Лозовик (Армянськ)                                               | XII                                            |                                                                  |                                                |                                                |
| XXI     | 1994         | (Ж) 14:36 Е. Дроздова (Одеса)                                                    | XII                                            |                                                                  |                                                |                                                |
| XXII    | 1995         | (Ч) 9:38 Н. Співак (Первомайськ)                                                 | XIII                                           |                                                                  |                                                |                                                |
| XXII    | 1995         | (Ж) 14:06 З. Афанаскіна (Херсон)                                                 | XIII                                           |                                                                  |                                                |                                                |
| XXIII   | 1996         | (Ч) 8:51 Віктор Лозовик (Армянськ)                                               | XIV                                            |                                                                  |                                                |                                                |
| XXIII   | 1996         | (Ж) 17:25 Ольга Шлаен (Одеса)                                                    | XIV                                            |                                                                  |                                                |                                                |
| XXIV    | 1997         | (Ч) 8:02 Віктор Лозовик (Армянськ)                                               | XV                                             |                                                                  |                                                |                                                |
| XXIV    | 1997         | (Ж) 18:43 Ольга Шлаен (Одеса)                                                    | XV                                             |                                                                  |                                                |                                                |
| XXV     | 1998         | (Ч) 7:44 Сергій Москвин (Первомайськ)                                            | XVI                                            |                                                                  |                                                |                                                |
| XXV     | 1998         | (Ж) 17:05 Анастасія Дойникова (Миргород)                                         | XVI                                            |                                                                  |                                                |                                                |
| XXVI    | 1999         | (Ч) 7:36 Віктор Лозовик (Армянськ)                                               | XVII                                           |                                                                  |                                                |                                                |
| XXVI    | 1999         | (Ж) 15:41 В. Гулевич (Одеса)                                                     | XVII                                           |                                                                  |                                                |                                                |
| XXVII   | 2000         | (Ч) 7:49 Віктор Лозовик (Армянськ)                                               | XVIII                                          |                                                                  |                                                |                                                |
| XXVII   | 2000         | (Ж) 14:27 Е. Циганкова (Одесса)                                                  | XVIII                                          |                                                                  |                                                |                                                |
| XXVIII  | 2001         | (Ч) 8:42 Анатолій Потанейко (Анадир)                                             | XIX                                            |                                                                  |                                                |                                                |
| XXVIII  | 2001         | (Ж) 18:21 Яна Кривошея (Одеса)                                                   | XIX                                            |                                                                  |                                                |                                                |
| XXIX    | 2002         | (Ч) 8:32 О. Лопатин (Армянськ)                                                   | XX                                             |                                                                  |                                                |                                                |
| XXIX    | 2002         | (Ж) 12:31 С. Маркова (Слободзея)                                                 | XX                                             |                                                                  |                                                |                                                |
| XXX     | 2003         | (Ч) 8:01.28 Анатолій Потанейко (Анадир)                                          | XXI                                            |                                                                  |                                                |                                                |
| XXX     | 2003         | (Ж) 14:34 Світлана Халайджи (Одеса)                                              | XXI                                            |                                                                  |                                                |                                                |
| XXXI    | 2004         | (Ч) 7:52 Анатолій Потанейко (Анадир)                                             | XXII                                           |                                                                  |                                                |                                                |
| XXXI    | 2004         | (Ж) 14:34 Л. Петрук (Одеса)                                                      | XXII                                           |                                                                  |                                                |                                                |
| XXXII   | 2005         | (Ч) 8:53 Анатолій Потанейко (Анадир)                                             | XXIII                                          |                                                                  |                                                |                                                |
| XXXII   | 2005         | (Ж) 13:22 Ольга Охлопкова (Одеса)                                                | XXIII                                          |                                                                  |                                                |                                                |
| XXXIII  | 2006         | (Ч) Анатолій Потанейко (Анадир) — 8:34                                           | XXIV                                           |                                                                  | 2:43.04 Роман Вишневський (Чорноморськ)        |                                                |
| XXXIII  | 2006         | (Ж) Наталія Прокопчук (Одеса) 13:44                                              | XXIV                                           | 2:55.07 Євгенія Висоцька                                         |                                                |                                                |
| XXXIV   | 2007         | (Ч) 8:57 Анатолій Потанейко (Анадир)                                             | XXV                                            |                                                                  |                                                |                                                |
| XXXIV   | 2007         | (Ж) 12:13 А. Тесленко (Білгород-Дністровський)                                   | XXV                                            |                                                                  |                                                |                                                |
| XXXV    | 2008         | (Ч) 8:19 Анатолій Потанейко (Анадир)                                             | XXVI                                           |                                                                  |                                                |                                                |
| XXXV    | 2008         | (Ж) 15:10 Людмила Щекотова (Іллічівськ)                                          | XXVI                                           |                                                                  |                                                |                                                |
| XXXVI   | 11/12.4.2009 | (Ч) 8:35 Анатолій Потанейко (Анадир)                                             | XXVII                                          | 12 квітня                                                        |                                                |                                                |
| XXXVI   | 11/12.4.2009 | (Ж) 14:36 Людмила Щекотова (Іллічівськ)                                          | XXVII                                          | 12 квітня                                                        |                                                |                                                |
| XXXVVII | 10/11.4.2010 | (Ч) 7:44.00 Ігор Томашевський (Миколаїв)                                         | XXVIII                                         |                                                                  |                                                |                                                |
| XXXVVII | 10/11.4.2010 | (Ж) 13:16.00 Олена Шевченко (Одеса)                                              | XXVIII                                         |                                                                  |                                                |                                                |
| XXXVIII | 9/10.4.2011  | (Ч) 8:30 Денис Коновалов (Хабаровськ)                                            | XXIX                                           |                                                                  |                                                |                                                |
| XXXVIII | 9/10.4.2011  | (Ж) 12:24 Альона Давидович (Одеса)                                               | XXIX                                           | 3:52 Юлія Владимирова (Київ)                                     |                                                |                                                |
| XXXVIII | 9/10.4.2011  | (К) 14:37 «Сало-2» (Одеса — Андрій Шимко і Антон Ткаченко)                       | XXIX                                           | 5:43 «Харьков» (Велидар Котляров, Віталій Петлак, Євген Мажирін) |                                                |                                                |
| XXXVIII | 9/10.4.2011  | (Ск)                                                                             | XXIX                                           | 5:39 Тетяна і Ігор Зеленевич (Одеса)                             |                                                |                                                |
| XXXIX   | 2012         | (Ч) 9:55.00 Іван Швець (Одеса); Артур Юшкевич (Котовськ)                         | XXX                                            |                                                                  | 2:32 С. Петренко                               | 18:52 (3:51+15.01) Р. Данько (26)              |
| XXXIX   | 2012         | (Ж) 11:56.00 Альона Давидович (Одеса)                                            | XXX                                            | 2:52 О. Діденко (Одеса)                                          | В. Бондаренко (Одеса) 22:40 (3:06+19:34) (28)  |                                                |
| XL      | 2013         | (Ч) 9:09 Дмитро Варютин (Дніпропетровськ)                                        | XXXI                                           |                                                                  | 2:29 Станіслав Рудий                           |                                                |
| XL      | 2013         | (Ж) 12:20.00 Олена Шевченко (Одеса)                                              | XXXI                                           | 2:45 Катерина Глазкова                                           |                                                |                                                |
| XL      | 2013         | (К) 13:58 «15-я рота» (Юрій Лемешко — Миколаїв, Євген Лисак — Одеса)             | XXXI                                           |                                                                  |                                                |                                                |
| XLI     | 5/6.4.2014   | (Ч) 9:15 Дмитро Варютин (Дніпропетровськ)                                        | XXXII                                          | 12 квітня                                                        | 2:30 Сергій Краснов (Одеса)                    | Не разігрувався                                |
| XLI     | 5/6.4.2014   | (Ж) 11:46 Олена Шевченко (Одеса)                                                 | XXXII                                          | 12 квітня                                                        | 3:15 Вікторія Нестерова (Київ)                 | Не разігрувався                                |
| XLI     | 5/6.4.2014   | (К) 12:20 «Самоперевершення» (Ігор Гайдук, Вадим Колоколов — Одеса)              | XXXII                                          | 12 квітня                                                        |                                                | Не разігрувався                                |
| XLII    | 4/5.4.2015   | (Ч) Ігор Гоцуляк (Київ) 11:12                                                    | XXXIII                                         | 4 квітня                                                         | (Ч) Андрій Шикера (Одеса) 2.59                 | (Ч) 17:17 Ігор Гайдук                          |
| XLII    | 4/5.4.2015   | (Ж) 11:09 Юлія Тарасова (Одеса)                                                  | XXXIII                                         | 4 квітня                                                         | (Ж) 3:36 Віктория Нестерова (Київ)             |                                                |
| XLII    | 4/5.4.2015   | (К) 13:54 «По понятиям» (Андрій Крайний, Тимур Полушкін, Ігор Лобстинов — Одеса) | XXXIII                                         | 4 квітня                                                         |                                                |                                                |
| XLIII   | 9/10.4.2016  | (Ч) 9:34 Ігор Гоцуляк -2- (Київ)                                                 | XXXIV                                          | 9 квітня                                                         | 2:42 Віктор Галицький (Одеса)                  | 16:09 Ігор Гайдук                              |
| XLIII   | 9/10.4.2016  | (Ж) 10:16 Олена Шевченко -4- (Одеса)                                             | XXXIV                                          | 9 квітня                                                         |                                                |                                                |
| XLIII   | 9/10.4.2016  | (К) 12:32 «По понятиям» (Андрій Крайний і Тимур Полушкін — Одеса)                | XXXIV                                          | 9 квітня                                                         |                                                |                                                |
| XLIV    | 8/9.4.2017   | (Ч) 9:50 Сергій Чебан (Одеська область)                                          | XXXV                                           | 8 квітня                                                         | 2:47.13 Олексій Касьянов (Київ)                | 15:49 Сергій Калінін (Одеса)                   |
| XLIV    | 8/9.4.2017   | (Ж) 9:55 Олена Шевченко -5- (Одеса)                                              | XXXV                                           | 8 квітня                                                         | 3:06.52 Анна Басик (Одеса)                     | 17:14 (7:07+10:07) Катерина Катющева (Одеса)   |
| XLIV    | 8/9.4.2017   | (К) 12:47 «Романтик» (Одесса — Володимир Воробйов і Федір Деде)                  | XXXV                                           | 8 квітня                                                         |                                                |                                                |
| XLV     | 7/8.4.2018   | (Ч) 11:16 Арамік Багдасарян                                                      | XXXVI                                          | 7 квітня                                                         | 2:28.57 Віктор Галицький (Одеса)               | 15:01 Володимир Невеселий                      |
| XLV     | 7/8.4.2018   | (Ж) 10:14 Олена Шевченко -6- (Одеса)                                             | XXXVI                                          | 7 квітня                                                         | 2:58.28 Ольга Ящук (Одеса)                     | 17:40 Ірина Циркун                             |
| XLV     | 7/8.4.2018   | (К) 12:37 «2 кабана» (Олександр Шестаков, Тимофій Мочалов)                       | XXXVI                                          | 7 квітня                                                         |                                                |                                                |
| XLVI    | 6/7.4.2019   | (Ч) 08:22 Ігор Гоцуляк (Київ)                                                    | XXXVII                                         | 6 квітня                                                         | 2:33.09 Олександр Погібко                      | 12:40 Олег Мазуренко                           |
| XLVI    | 6/7.4.2019   | (Ж) 9:46 Олена Шевченко -7- (Одеса)                                              | XXXVII                                         | 6 квітня                                                         | 2:54.44 Ольга Ящук -2- (Одеса)                 | 13:50 Катерина Катющева (Одеса)                |
| XLVI    | 6/7.4.2019   | (К) 12:24 «FamilyRunClub» (Дмитро Марин, Олег Литвінов — Черкаси)                | XXXVII                                         | 6 квітня                                                         |                                                |                                                |
| XLVII   | 26/27.9.2020 | (Ч) 8:49 Андрій Саарян (Одеса)                                                   | XXXVIII                                        | 26 вересня                                                       | 2:45.10 Віталій Феремик                        | 14:30 Олександр Постика                        |
| XLVII   | 26/27.9.2020 | (Ж) 11:13 Валентина Ковальська (Миколаїв)                                        | XXXVIII                                        | 26 вересня                                                       | 3:31.32 Вероніка Ле                            |                                                |
| XLVII   | 26/27.9.2020 | (К) 12:29 «Спарта-17» (Ігор Гайдук (Одеса), Олександр Жосан, Сергій Ведмідський) | XXXVIII                                        | 26 вересня                                                       |                                                |                                                |
| XLVIII  | 25/26.9.2021 | (Ч) 8:13 Андрій Саарян (Одеса)                                                   | XXXIX                                          | 25 вересня                                                       |                                                |                                                |
| XLVIII  | 25/26.9.2021 | (Ж) 10:05 Валентина Ковальська (Миколаїв)                                        | XXXIX                                          | 25 вересня                                                       |                                                |                                                |
| XLVIII  | 25/26.9.2021 | (К)                                                                              | XXXIX                                          | 25 вересня                                                       |                                                |                                                |
| XLIX    | 10/11.4.2022 | Скасовані через російське вторгнення в Україну                                   | Скасовані через російське вторгнення в Україну | Скасовані через російське вторгнення в Україну                   | Скасовані через російське вторгнення в Україну | Скасовані через російське вторгнення в Україну |